# Baekseju
El baekseju (vendido bajo la marca comercial Bek Se Ju, literalmente ‘vino de cien años’) es una bebida alcohólica fermentada coreana hecha de arroz glutinoso y aromatizada con diversas hierbas, entre las que destaca el ginseng. Según algunos el nombre procede de la leyenda acerca de que las hierbas curativas del baekseju ayudan a llegar a los 100 años de edad.
La bebida se infunde con ginseng y otras once hierbas, incluyendo regaliz, omija (Schisandra chinensis), gugija (Lycium barbarum), raíz de Astragalus propinquus y canela. Se elabora empleando métodos tradicionales, y tiene un sabor dulce, con un toque de ginseng.
Se toma a menudo con gui y otros platos picantes que son los principales sabores de la cocina coreana. Sin embargo, el baekseju es menos popular, posiblemente por su alto precio y su imagen, ya que se la considera una bebida más anticuada que el soju o la cerveza.